# Kōkichi Tsuburaya

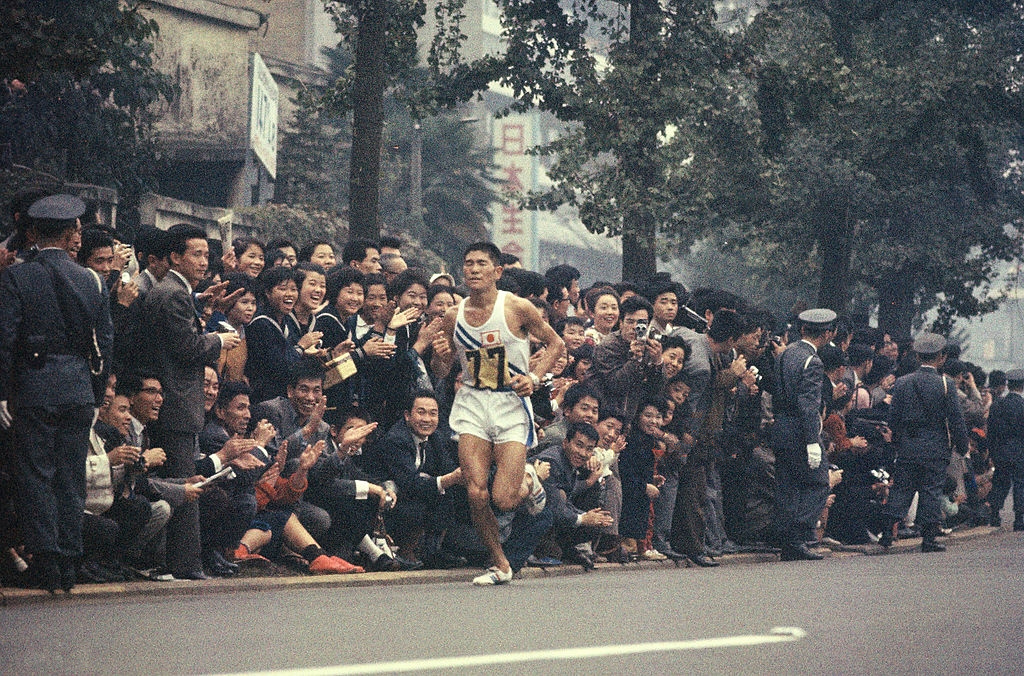
Tsuburaya aux Jeux de 1964.

Kōkichi Tsuburaya (円谷 幸吉), né sous le nom de Kōkichi Tsumuraya (円谷 幸吉) le 13 mai 1940 à Sukagawa et mort par suicide à 27 ans le 9 janvier 1968 à Asaka, est un athlète japonais spécialiste du marathon. Il fut également lieutenant dans la force terrestre d'autodéfense japonaise.

## Carrière
Tsuburaya participe aux jeux olympiques d'été de 1964 qui ont lieu à Tokyo et termine 6e aux 10 000 mètres puis concourt au marathon le dernier jour des jeux. L'Éthiopien Abebe Bikila gagne la course sans discussion. Tsuburaya fait son entrée dans le stade en deuxième mais est dépassé dans le tour final par un furieux sprint du Britannique Basil Heatley et termine troisième, remportant la médaille de bronze. Il est terriblement déçu de n'avoir pas fini deuxième, déclarant au marathonien Kenji Kimihara, « J'ai commis une erreur impardonnable devant le peuple japonais. Je dois faire amende en courant et hisser le Hinomaru (drapeau du Japon) aux prochains Olympiques à Mexico ».
Peu après les Jeux de Tokyo, Tsuburaya souffre de problèmes de dos, notamment d'un lumbago. Le 9 janvier 1968, il se suicide en se tailladant le poignet dans le dortoir où il séjourne durant sa période de préparation aux Jeux de Mexico.
Dans sa lettre d'adieu, il remercie ses parents, ses frères et sœurs, et ses entraîneurs pour leur soutien, encourage les autres athlètes japonais à se surpasser, et termine le mot par : « Je suis trop fatigué pour courir plus. Pardonnez-moi, s'il vous plaît. Je suis désolé pour le tort que je vais causer à mes parents, mais c'est la meilleure chose à faire. Merci beaucoup pour tout ce que vous avez fait pour moi ».

### Palmarès
| Date | Compétition           | Lieu  | Résultat | Éprecuve      | Performance       |
| ---- | --------------------- | ----- | -------- | ------------- | ----------------- |
| 1964 | Jeux olympiques d'été | Tokyo | 6e       | 10 000 mètres | 28 min 59 s 4     |
| 1964 | Jeux olympiques d'été | Tokyo | 3e       | Marathon      | 2 h 16 min 22 s 8 |

### Records
| Épreuve       | Performance     | Lieu  | Date |
| ------------- | --------------- | ----- | ---- |
| 10 000 mètres | 28 min 52 s 6   |       | 1964 |
| Marathon      | 2 h 16 min 23 s | Tokyo | 1964 |